# Cnidoscolus spathulatus
Cnidoscolus spathulatus är en törelväxtart som beskrevs av Francisco Javier Fernández Casas. Cnidoscolus spathulatus ingår i släktet Cnidoscolus och familjen törelväxter. Inga underarter finns listade i Catalogue of Life.